# Landtag von Görz und Gradisca
Der Landtag von Görz und Gradisca war der Landtag des Kronlandes Görz und Gradisca im Kaisertum Österreich und Österreich-Ungarn zwischen 1861 und 1918. 

## Geschichte

### Vorgeschichte
Nach dem Aussterben der Meinhardiner im Jahr 1500 wurden die habsburgischen Regenten auch Grafen von Görz, das 1754 mit der Grafschaft Gradisca wiedervereint wurde. Im Zuge der Vereinigung der beiden Grafschaften traten die Landesstände der Grafschaft Gradisca in jene von Görz ein. Der Name Gradisca verschwand in der Folge bis 1861 aus der amtlichen Bezeichnung. Die ständischen Strukturen hatten bis zur Besetzung durch die französische Armee bzw. der Einverleibung in die Illyrischen Provinzen bestand, nach der Wiedererrichtung der österreichischen Herrschaft über das Gebiet wurden die ständischen Institutionen wiederbelebt. Pläne zur Schaffung einer autonomen Landesvertretung scheiterten in der Grafschaft 1848 im Zuge der Wahlen für die deutsche Nationalversammlung in Frankfurt. Unter Federführung von Fürsterzbischof Franz Xaver Luschin entstand am 13. Mai 1848 ein Majestätsgesuch, das die Schaffung einer Landesvertretung anregte. Zudem wurde der Entwurf einer Wahlordnung vorgelegt und Erzbischof Luschin lud am 31. Mai 1848 die Vertreter der alten Stände in seine Residenz ein. 30 der 49 Geladenen verlangten einige Modifikationen des Majestätsgesuches und lehnten die Vereinigung der Grafschaft mit Triest und Istrien kategorisch ab. Während die Märzverfassung 1849 die Eigenständigkeit von Triest anerkannte, sah die Landesordnung vom 25. Januar 1850 eine gemeinsame Landesvertretung von Istrien und Görz mit 38 Abgeordneten vor.

### Gründung des Landtags
Die Februarverfassung sah 1861 für das gesamte Österreichische Küstenland nur eine Landesordnung vor. Nachdem der Stadt Triest aber bereits 1850 der Status eines eigenen Landes und damit die Errichtung eines Landtages zuerkannt worden war, erhielten auch Görz und Istrien vollkommen getrennte Landesvertretungen. Das erste Mal trat der Görzer Landtag am 6. April 1861 auf Einladung des Statthalters des Küstenlandes im Palazzo Provenciale in Görz zusammen. Neben dem kaiserlichen Kommissar Giovanni de Bosizio waren dies der vom Kaiser ernannte Landeshauptmann Wilhelm Graf Pace, der Landeshauptmann-Stellvertreter Carlo Doliac, Fürsterzbischof Andres Gollmayr sowie weitere 18 Abgeordnete. Zu den ersten Aufgaben des Landtags gehörte die Wahl der in den Reichsrat zu entsendenden zwei Mitgliedern des Görzer Landtags. Die Wahl fiel nach einigen Schwierigkeiten in der dritten Sitzung am 10. April auf Anton Gorjup und Anton Černe. In der vierten Sitzung am 11. April folgte die Wahl der Mitglieder des Landesausschusses als Exekutivorgan des Landtages.

### Sprachenfrage und Wahlreform
Auf Grund der gemischtsprachigen Struktur der Grafschaft war der Sprachenstreit zwischen Italienern und Slowenen insbesondere für die Anfangszeit des Landtags bestimmend. Um die Repräsentation der Slowenen im Landtag zu verbessern, wurde in der vierten Session Ende 1865 von Anton Gorjup eine Wahlrechtsreform in die Wege geleitet, die am 3. Januar 1866 vom Landtag mit einer Stimme Mehrheit angenommen wurde. Die slowenischsprachigen Abgeordneten wurden dabei vom Fürsterzbischof Gollmayr, dem Landeshauptmann Pace, seinem Stellvertreter Dolinac und dem deutschorientierten Bezirkshauptmann Franz Grossmann unterstützt. 
Die Wahlrechtsreform senkte den Zensus für slowenische Großgrundbesitzer auf 50 Gulden und kippte damit die deutliche italienische Mehrheit im Landtag. Hatte diese vor der Wahlrechtsreform noch 14:7 zwischen Italienern und Slowenen gelautet, so war sie nach der Landtagswahl im Januar 1867 auf einen hauchdünnen Vorsprung von 11:10 geschrumpft. In den Landesausschüssen wirkte sich das neue Verhältnis mit 2:2 ebenfalls aus. Im Landtag wurde durch die neuen Mehrheitsverhältnisse die Virilstimme des Erzbischofs zum Zünglein an der Waage, das über die Beschlussfähigkeit bzw. die Mehrheitsverhältnisse im Landtag entscheiden konnte.
Die Verhandlungssprache des Görzer Landtags sowie die Geschäftssprache des Landesausschusses war anfangs nur die italienische Sprache. Auf Initiative des Abgeordneten Kaffol kam es aber bereits am 22. April 1861 zu einer Debatte über die Gleichberechtigung des Slowenischen im Landtag. Kaffol, der in seiner Rede Görz als „slawische Stadt“ bezeichnete, forderte in seiner Rede die Protokollführung in „slawischer“, d. h. slowenischer Sprache. Als er im Laufe der Sitzung auch die slowenische Sprache verwendete, brachte der Abgeordnete Del Torre im Gegenzug den Antrag ein, dass in „unserem italienischen Landtag“ nur die italienische Sprache verwendet werden dürfe. Landeshauptmann Pace regte in der Folge an, dass neben der italienischen Amtssprache auch jene Sprache verwendet werden solle, derer der jeweilige Abgeordnete gut mächtig sei. Dies wurde von italienischen Abgeordneten jedoch mit Bezugnahme auf die deutsche Sprache abgelehnt, da nur Italienisch und Slowenisch Landessprachen waren. 
Mit der Änderung der Zusammensetzung des Landtages nach der Wahlrechtsreform 1866 kam schließlich Bewegung in den Sprachenstreit. So bediente sich der kaiserliche Kommissar Baron Felix Pino bei seiner Rede zur Eröffnung der Landtagssession am 22. August 1868 auch der slowenischen Sprache. Die slowenischen Abgeordneten nutzten in der Folge ebenfalls vermehrt ihre Muttersprache und in der Folgesitzung am 25. August 1868 wurden die ersten Anträge bereits auf Slowenisch eingebracht. Im Landesausschuss wurde hingegen weiterhin ausschließlich Italienisch gesprochen. Erst mit dem Einzug von Henrik Tumas in den Landesausschuss 1895 änderte sich dies. Die Protokolle des Landtags waren anfangs ebenfalls rein in der italienischen Sprache gehalten, jedoch erschien bereits nach der ersten Session eine Übersetzung in slowenischer Sprache. Mit der zunehmenden Verwendung der slowenischen Sprache im Landtag wurden die Reden der Slowenisch sprechenden Abgeordneten auch in den Protokollen in vollem Wortlaut wiedergegeben. Das Italienische blieb jedoch als Leitsprache in den Protokollen bestehen.

### Wirtschaftliche Fragen
Zu den wichtigsten Fragen im Görzer Landtag gehörte die Anbindung der Grafschaft an die Infrastruktur des Kaiserreiches. Nachdem die Südbahn ab 1857 Wien mit Triest verband, geriet Görz ins wirtschaftspolitische Abseits, weshalb sich das für Eisenbahnfragen auf Landtagsebene zuständige Eisenbahnkomitee intensiv mit der Eisenbahnfrage beschäftigte. Auf Grund der gemeinsamen wirtschaftlichen Interessen kämpften italienische und slowenische Abgeordnete in dieser Frage gemeinsam für die Anbindung von Görz, wobei sich die slowenischen Abgeordneten für eine Führung der Linien über slowenisch besiedeltes Gebiet einsetzten und die italienischen Abgeordneten den Anschluss des Eisenbahnnetzes an das Königreich Italien im Auge hatten. Nachdem die Südbahn via Görz an Udine angebunden worden war, folgte 1866 ein Abkommen zur Errichtung einer Bahn im Kanaltal. Hinzu kam 1884 eine Bahnstrecke zwischen Monfalcone und Cervignano und 1894 die Friulanische Bahn. Nach dem Verlust Venetiens im Jahr 1866 setzten sich die Görzer Abgeordneten zudem für eine verbesserte Anbindung der Grafschaft an die österreichischen Industriegebiete nördlich der Alpen ein. Jahrelang wurden zu diesem Zweck Pläne für den Bau der Wippachtahlbahn, der Wocheinerbahn und der Predilbahn, wobei letztere nie realisiert wurde.